# Casey O'Neill
Casey O'Neill (Irvine, Escocia, 7 de octubre de 1997) es una artista marcial mixta británica que compite en la división de peso mosca femenino de Ultimate Fighting Championship. Desde el 15 de noviembre de 2022 es la número 11 en la clasificación de peso mosca femenino de la UFC.

## Primeros años
Nació en Irvine, Escocia, y pasó los primeros años de su vida viviendo en Kilmarnock. Su padre, Cam, era un kickboxer profesional y comenzó a entrenar en kickboxing a la edad de cuatro años. A los 10 años se trasladó con su familia a Gold Coast en Australia, donde asistió a la Escuela Secundaria Estatal de Coombabah. Alos 13 años comenzó a entrenar otras artes marciales, como el jiu-jitsu brasileño.
Su padre acabó cediendo y le permitió competir en su primer combate amateur de MMA a la edad de 15 años, en el que fue derrotada con contundencia en el primer asalto por una rival cuatro años mayor que ella. Al año siguiente compitió en otro combate amateur y volvió a ser derrotada en el primer asalto. Se dedicó entonces a perfeccionar sus habilidades y pasó los dos años siguientes entrenando antes de volver al circuito amateur a los 19 años. Luego encadenó cinco victorias amateur consecutivas antes de convertirse en profesional a los 21 años. En 2019 se trasladó a la Provincia de Phuket, Tailandia, para comenzar a entrenar en el renombrado gimnasio Tiger Muay Thai.

## Carrera de artes marciales mixtas

### Carrera temprana
Hizo su debut profesional en MMA contra Amira Hafizović en el evento Eternal MMA 43 el 5 de abril de 2019 y salió victoriosa por decisión unánime. Consiguió tres victorias más a nivel nacional contra Jada Ketley, Miki Motono, en la que perdió el peso por 0.2 kg y se vio obligada a dejar su título, y Caitlin McEwen antes de aceptar su primer combate en el extranjero con la promoción UAE Warriors. En septiembre de 2020 derrotó a Christina Stelliou por KO en el segundo asalto en UAE Warriors 13.

### Ultimate Fighting Championship
Debutó en UFC contra Shana Dobson el 20 de febrero de 2021 en UFC Fight Night: Blaydes vs. Lewis. Ganó el combate por KO en el segundo asalto.
Se enfrentó a Lara Procópio el 19 de junio de 2021 en UFC on ESPN: The Korean Zombie vs. Ige. Ganó el combate por sumisión en el tercer asalto.
Se enfrentó a Antonina Shevchenko el 2 de octubre de 2021 en UFC Fight Night: Santos vs. Walker. Ganó el combate por TKO en el segundo asalto. Esta victoria le valió el premio a la Actuación de la Noche.
Se enfrentó a Roxanne Modafferi el 12 de febrero de 2022 en UFC 271. Ganó el combate por decisión dividida. 19 de 19 medios de comunicación puntuaron el combate a favor de O'Neill. El juez Robert Alexander, que puntuó el combate 29-28 para Modafferi, recibió críticas por su puntuación. Michael Bisping, como parte del equipo de comentaristas en vivo para la transmisión, dijo "No creo que [Alexander] deba juzgar MMA. Ese juez no sabe lo que está mirando".
Se esperaba que se enfrentara a Jessica Eye el 2 de julio de 2022 en UFC 276. Sin embargo, se retiró a finales de abril debido a una rotura del ligamento cruzado anterior y fue sustituida por Maycee Barber.

## Campeonatos y logros

### Artes marciales mixtas
- Ultimate Fighting Championship
  - Actuación de la Noche (una vez) vs. Antonina Shevchenko[23]
  - Novata del año 2021[30]
- Eternal MMA
  - Campeonato de Peso Paja de EMMA (una vez)
    - Dos defensas exitosas del título

  - Novata del año 2021[31]

## Récord en artes marciales mixtas
| Resultado | Récord | Oponente            | Método                                         | Evento                                 | Fecha                    | Ronda | Tiempo | Localización                   | Notas                                                                  |
| --------- | ------ | ------------------- | ---------------------------------------------- | -------------------------------------- | ------------------------ | ----- | ------ | ------------------------------ | ---------------------------------------------------------------------- |
| Derrota   | 9-2    | Ariane Lipski       | Decisión (Unánime)                             | UFC 286                                | 16 de diciembre de 2023  | 2     | 1:18   | Las Vegas, Nevada              |                                                                        |
| Derrota   | 9-1    | Jennifer Maia       | Decisión (Unánime)                             | UFC 286                                | 18 de marzo de 2023      | 3     | 5:00   | London                         |                                                                        |
| Victoria  | 9-0    | Roxanne Modafferi   | Decisión (dividida)                            | UFC 271                                | 12 de febrero de 2022    | 3     | 5:00   | Houston, Texas                 |                                                                        |
| Victoria  | 8-0    | Antonina Shevchenko | TKO (puñetazos)                                | UFC Fight Night: Santos vs. Walker     | 2 de octubre de 2021     | 2     | 4:47   | Las Vegas, Nevada              | Actuación de la Noche.                                                 |
| Victoria  | 7-0    | Lara Procópio       | Sumisión técnica (estrangulamiento por detrás) | UFC on ESPN: The Korean Zombie vs. Ige | 19 de junio de 2021      | 3     | 2:54   | Las Vegas, Nevada              |                                                                        |
| Victoria  | 6-0    | Shana Dobson        | TKO (puñetazos)                                | UFC Fight Night: Blaydes vs. Lewis     | 20 de febrero de 2021    | 2     | 3:41   | Las Vegas, Nevada              |                                                                        |
| Victoria  | 5-0    | Christina Stelliou  | KO (puñetazos)                                 | UAE Warriors 13                        | 25 de septiembre de 2020 | 2     | 2:12   | Abu Dhabi                      |                                                                        |
| Victoria  | 4-0    | Caitlin McEwen      | Decisión (unánime)                             | Eternal MMA 51                         | 29 de febrero de 2020    | 3     | 5:00   | Perth, Australia Occidental    | Debut en el peso mosca.                                                |
| Victoria  | 3-0    | Miki Motono         | Decisión (unánime)                             | Eternal MMA 48                         | 4 de octubre de 2019     | 5     | 5:00   | Melbourne                      | Defendió el Campeonato de Peso Paja de Eternal MMA.                    |
| Victoria  | 2-0    | Jada Ketley         | Sumisión (estrangulamiento por detrás)         | Eternal MMA 46                         | 27 de julio de 2019      | 1     | 2:32   | Melbourne                      | Defendió el Campeonato de Peso Paja de Eternal MMA.                    |
| Victoria  | 1-0    | Amira Hafizović     | Decisión (unánime)                             | Eternal MMA 43                         | 5 de abril de 2019       | 5     | 5:00   | Adelaida, Australia Meridional | Debut en el peso paja. Ganó el Campeonato de Peso Paja de Eternal MMA. |